# 지방도 제334호선
지방도 제334호선 (학의 ~ 금곡선)은 의왕시 청계동과 경기도 성남시 분당구 금곡동을 잇는 경기도의 지방도이다.
총 연장 10.6km로 이 가운데 성남시 분당구의 용인서울고속도로의 서분당 나들목과 국가지원지방도 제23호선 (대왕판교로)의 금곡 나들목을 잇는 3.9km의 구간을 잇는 구간은 2005년 성남시에서 1,872억원을 투입하여 착공하였으며, 2009년 6월 25일 지방도 제334호선 구간 가운데 최초로 개통되었다. 왕복 6차로의 도로로 구성되어 있는 것이 특징이다. 현재 의왕시 청계동 북청계 나들목에서 서분당 나들목 구간은 미개통 된 상태이다.

## 연혁
- 2005년 3월 28일 : 기존 지방도 제334호선인 '광적 ~ 포천선'을 폐지[3]
- 2005년 3월 28일 : 지방도 제334호선을 새로 지정[4]

## 주요 경유지
- 의왕시
  - 청계동 북청계 나들목
- 성남시 분당구
  - 운중동 서분당 나들목 - 대장 나들목 - 동막 나들목 - 동막1교 - 동원터널 (465m)
  - 금곡동 동원터널 (465m) - 금곡 나들목

## 도로명
- 성남시 분당구 서분당 나들목 ~ 금곡 나들목 : 동막로